# 赤い屋根のポプラ荘
『赤い屋根のポプラ荘』(あかいやねのポプラそう)は、富塚真弓による日本の漫画。『週刊マーガレット』(集英社)にて、1981年1月28日号（1981年5号）から1981年10月16日号（1981年43号）まで連載。作者の出身地北海道札幌市を舞台に、女子高校生と地方紙記者の新婚夫妻が、同級生や上司ら取り巻く人々との出来事を重ねてゆく姿を描いた。単行本はマーガレットコミックスで全4巻を刊行。

## 主な登場人物
八重島冬子（やえじま ふゆこ）
主人公。旧姓浅野。通称ふう子。都立高校2年生の時、東京の自宅に下宿していた『北海道タイムス』新人記者の雅臣と結婚。雅臣の札幌本社異動に伴い転居し、七星高校2年に転入する。劇中で3年に進級したのち、出産・休学を経て1年遅れで札幌市内の大学に進学する。
八重島雅臣（やえじま まさおみ）
札幌市に本社を置く日刊地方紙『北海道タイムス』札幌本社記者。北海道大学出身。入社後の研修で東京支社に在籍中、下宿先の娘であった冬子と知り合い結婚。大学3年の時に記者を志すきっかけとなったルポルタージュの著者、原田部長を上司に持つ。
東京子（あずま きょうこ）
七星高校転入時の冬子の同級生で親友。雅臣を冬子の兄と思い込んで一目惚れするが、2人が夫婦とわかりあきらめる。うわさ好きで冬子の近況をしばしば校内に広める。3年でも冬子と同じクラスになり、卒業後一浪して冬子と同じ大学に進学する。
萩原久美（はぎわら くみ）
七星高校転入時の冬子の同級生。「スケ番」であったが雅臣に一目惚れし、「かわいい子」になりきって、冬子と雅臣が夫婦だとわかるまで京子と同様に熱を上げる。3年に進級後、後輩の1年生男子を彼氏にして結婚を夢想する。
成田周一（なりた しゅういち）
青果店の息子。七星高校転入時の冬子の同級生で親友。詩作を手がけ登山も趣味とする。雅臣と冬子を兄妹と思い込み、冬子に告白して積極的にアタックするが、2人が夫婦とわかり自暴自棄になって冬の大雪山系に入り遭難騒ぎを起こす。北海道大学に進学したのちも、冬子と京子の大学にしばしば顔を出す。
大友あかね（おおとも あかね）
札幌の民放テレビ局『北海道テレビ』アナウンサー。雅臣の高校時代の同級生で、京子、久美、周一に、冬子と雅臣が夫婦であることを明かしてしまう。妻帯者である原田部長に思いを寄せていた。のち冬子と京子の3年時の担任教諭で雅臣の北大時代の同級生、醐醍大吾（ごだい だいご）と結婚する。

## 書誌情報
- 富塚真弓『赤い屋根のポプラ荘』 集英社〈マーガレットコミックス〉、全4巻（ISBNコードは初版時発番なし）
  1. 「二人は新婚さん!!の巻」（MC591、1981年7月30日発行）、ISBN 4-08-850591-3
  2. 「ついに真相が…!!の巻」（MC599、1981年8月30日発行）、ISBN 4-08-850599-9
  3. 「進学か?家庭か?の巻」（MC647、1982年3月30日発行）、ISBN 4-08-850647-2
  4. 「もしかしてオメデタ…!?の巻」（MC655、1982年4月30日発行）、ISBN 4-08-850655-3 - 読み切り作品「夏休み」（1979年『週刊マーガレット』39号掲載）併録。

## その他
劇中の『北海道タイムス』は、ともに札幌市に本社を置き、当時の北海道内の主要新聞社であった北海道新聞社と北海タイムス社（1998年廃刊）の両社にちなんだものである。ただし、実際に自社の海外特派員を置いていたのは社団法人共同通信社（現・一般社団法人共同通信社）加盟の北海道新聞社のみである。